# Кросс-Лейнс (Західна Вірджинія)
Кросс-Лейнс (англ. Cross Lanes) — переписна місцевість (CDP) в США, в окрузі Кенова штату Західна Вірджинія. Населення — 9727 осіб (2020).

## Географія
Кросс-Лейнс розташований за координатами 38°26′22″ пн. ш. 81°46′27″ зх. д. / 38.43944° пн. ш. 81.77417° зх. д. (38.439498, -81.774039).  За даними Бюро перепису населення США в 2010 році переписна місцевість мала площу 16,63 км², з яких 16,52 км² — суходіл та 0,11 км² — водойми.

## Демографія
Згідно з переписом 2010 року, у переписній місцевості мешкало 9995 осіб у 4312 домогосподарствах у складі 2786 родин. Густота населення становила 601 особа/км².  Було 4580 помешкань (275/км²).
Расовий склад населення:
| - 91,8 % — білих - 4,7 % — чорних або афроамериканців - 1,2 % — азіатів - 0,2 % — корінних американців |

До двох чи більше рас належало 1,7 %. Частка іспаномовних становила 1,1 % від усіх жителів.
За віковим діапазоном населення розподілялося таким чином: 20,8 % — особи молодші 18 років, 65,3 % — особи у віці 18—64 років, 13,9 % — особи у віці 65 років та старші. Медіана віку мешканця становила 40,4 року. На 100 осіб жіночої статі у переписній місцевості припадало 94,1 чоловіків;  на 100 жінок у віці від 18 років та старших — 90,5 чоловіків також старших 18 років.
Середній дохід на одне домашнє господарство  становив 71 823 долари США (медіана — 55 773), а середній дохід на одну сім'ю — 87 326 доларів (медіана — 68 945). Медіана доходів становила 51 384 долари для чоловіків та 37 230 доларів для жінок. За межею бідності перебувало 11,8 % осіб, у тому числі 15,4 % дітей у віці до 18 років та 0,8 % осіб у віці 65 років та старших.
Цивільне працевлаштоване населення становило 5203 особи. Основні галузі зайнятості: освіта, охорона здоров'я та соціальна допомога — 23,9 %, мистецтво, розваги та відпочинок — 14,2 %, роздрібна торгівля — 12,9 %.